# جورجیا دوم

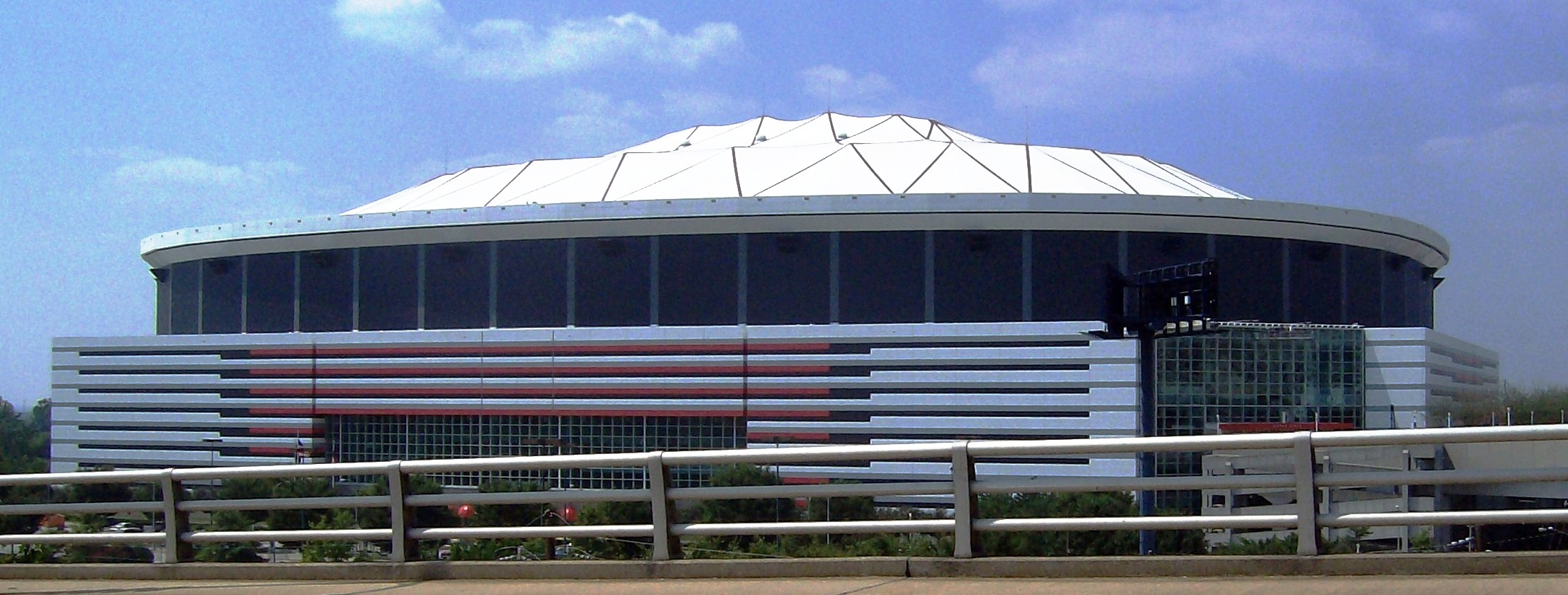
گنبد جورجیا

جرجیا دوم (Georgia Dome) نام یک ورزشگاه سرپوشیده در آتلانتا در امریکا بود.
این گنبد در پلان از دو حلقه نیم دایره که در مرکز به وسیله مقاطع پروانه‌ای شکل جدا می‌شوند، تشکیل شده بود. پره‌های دو حلقه نیم دایره‌ای با یک خرپای مسطح که ۵۶ متر طول داشت به هم متصل شده بودند. یک حلقه بیضوی فشاری برای تحمل نیروهای فشاری و خمشی بدلیل ترکیب غیر مدور گنبد طراحی شده بود. مساحت کوچکترین دهانه این سقف بدون ستون ۳۷۱۷۵ متر مربع و طول این دهانه برابر ۲۲۸ متر بود.
این ورزشگاه تخریب و در سال ۲۰۱۷ توسط ورزشگاه مرسدس-بنز جایگزین گردید.

## اطلاعات
- مکان:آتلانتا، جورجیا
- سال: ۱۹۹۲
- مهندس معمار: هیری اینترنشنال و تامپسون ونچولت استین بک
- مهندسان سازه‌های گنبدی: وید لینگر و همکاران[۱]
- طراحی: پیرلوئیجی نروی